# Sierolomòrfids
Els sierolomòrfids (Sierolomorphidae) són una família d'himenòpters apòcrits de la superfamília dels vespoïdeus (Vespoidea) pròpies de l'Hemisferi Nord. Inclou 11 espècies actuals, totes dins el gènere Sierolomorpha. Són Són poc comunes i de biologia poc coneguda.

## Característiques
Les coxes (segment basal de la pota) es troben una al costat de l'altre, i la part posterior no té clavells o lòbuls jugals. El primer segment metasoma l no té un node veritable, però pot aparèixer com la de les formigues. L'esternum metasomal del primer segment se separa del segon per una constricció. El dimorfisme sexual varia entre espècies de lleus a marques, tant amb mascles com amb femelles que tenen ales, però les femelles són de vegades sense ales. Els adults són predominantment de color marró fosc o negre. Són solitaris i se suposa que les larves són ectoparasitoides d'altres insectes.